# Condado de Kendall (Illinois)
O Condado de Kendall (em inglês:  Kendall County) é um dos 102 condados do estado americano do Illinois. A sede e maior cidade do condado é Yorkville. Foi fundado em 19 de fevereiro de 1841.
O condado possui uma área de 835 km², dos quais 5 km² estão cobertos por água, uma população de 114 736 habitantes, e uma densidade populacional de 138,2 hab/km² (segundo o censo nacional de 2010). É o condado que, em 10 anos, teve o maior crescimento populacional dos Estados Unidos, com um aumento de 110,4%. 